# Giuseppe Artuso
Giuseppe Artuso (Reggio Calabria, 14 novembre 1956) è un ex rugbista a 15, allenatore di rugby a 15 e dirigente sportivo italiano, direttore generale del Petrarca.

## Biografia
Calabrese di origine, Artuso ha legato tutta la sua carriera rugbistica al Petrarca, club padovano nel quale raggiunse i successi da giocatore e del quale fu allenatore e team manager.
Negli anni ottanta fu tra i protagonisti della squadra che vinse cinque scudetti, quattro dei quali consecutivi dal 1984 al 1987, il primo con Lucio Boccaletto, gli altri tre con Vittorio Munari sulla panchina del club.
Esordì in nazionale nel corso della Coppa FIRA 1977-78 a Varsavia contro la Polonia e prese parte ai tornei FIRA fino al 1987; la sua ultima apparizione in azzurro, nel ruolo di terza linea centro, fu il 22 maggio 1987 ad Auckland, nell'incontro inaugurale della I Coppa del Mondo, tra Italia e Nuova Zelanda.
Da allenatore guidò dapprima il Valsugana e, in seguito, la squadra cadetta del Petrarca, poi la prima squadra (2001-05).
Dopo una stagione come dirigente accompagnatore, è passato ai ranghi federali: si occupò dello sviluppo del rugby giovanile e allenò la selezione Under-16 delle province di Padova e Vicenza del Comitato Interregionale delle Venezie della Federazione Italiana Rugby.
Dall 2009 al 2014, fu allenatore della prima squadra del Roccia Rubano.
Nel 2015 assunse la guida tecnica della selezioe U-18 del Petrarca; divenuto direttore generale del club nel 2017, ha istituito il progetto "Accademia del Petrarca Rugby" del quale è a capo, finalizzato a valorizzare e ad arricchire l'esperienza dei giocatori e dei tecnici delle giovanili.

## Palmarès
- Campionati italiani: 5
Petrarca: 1979-80, 1983-84, 1984-85, 1985-86, 1986-87
- Coppe Italia: 1
Petrarca: 1981-82